# Oligolophotes
Oligolophotes es un género extinto de peces de la familia Lophotidae, del orden Lampriformes. Vivió durante la época del Oligoceno.
Existe otra especie llamada Oligolophotes fragosus, conocida a partir de este holotipo. Se cree que medía 122 centímetros (4,8 pulgadas) de longitud.